# Kalifa Tilisi
Kalīfa Mohammed Tilīsī (em árabe: خليفة محمد التليسي ; Trípoli, 9 de maio de 1930 – 13 de janeiro de 2010) foi um escritor líbio, autor de extensa obra como historiador, poeta, novelista e tradutor e foi também diplomata.

## Vida
Tilisi nasceu em Trípoli em 1930, quando a Líbia estava sob domínio italiano. Após os estudos universitários, foi professor e funcionário público, tendo depois entrado na política. Com a proclamação da independência da Líbia em 1951, trabalhou a partir de 1952 no Parlamento líbio, e chegou a ocupar o cargo de Secretário Geral em 1962. Na década de 1960, durante o reinado de Idris I, foi Ministro da Informação e Cultura nos governos dos primeiros-ministros Mahmud al-Muntasir e Hussein Maziq (1964-1967). Em 1967-1969 foi embaixador da Líbia em Marrocos.
Durante a Revolução líbia de 1969 foi submetido a julgamento pelo tribunal revolucionário chamado Tribunal Popular da Líbia, que decretou sentença de 4 anos de prisão. Ficou em liberdade condicional, mas nesse momento, aos 39 anos de idade, viu cortada a sua carreira na política e na diplomacia.
Tilisi continuou a atividade de escritor, e publicou mais de 60 títulos, com os quais venceu vários prémios nacionais e internacionais. Em 1974 fundou uma editora libio-tunisina, a Casa do Livro Árabe. Em 1977 foi nomeado como primeiro presidente da Liga de Escritores Líbios, e em 1978 foi eleito Secretário Geral da Associação de Escritores Árabes. Em 1981 ocupou o cargo de Secretário Geral da Associação de Editores Árabes.